# 奥尔穆什
奥尔穆什是葡萄牙布拉干萨区的一个堂区。总面积18.67平方公里，总人口447人，人口密度13.2人/平方公里。